# Couvent des Récollets de Saint-Malo
Le couvent des Récollets de Saint-Malo est un édifice religieux de la commune de Saint-Malo, dans le département d’Ille-et-Vilaine en région Bretagne.

## Localisation
Il se trouve au nord du département et au nord de Saint-Malo intra-muros au numéro 9 de la rue des Vieux-Remparts.

## Historique
Le couvent date de 1642.
Il est inscrit au titre des monuments historiques depuis le 14 février 1946, pour son cloître, son pont et son portail.

## Architecture

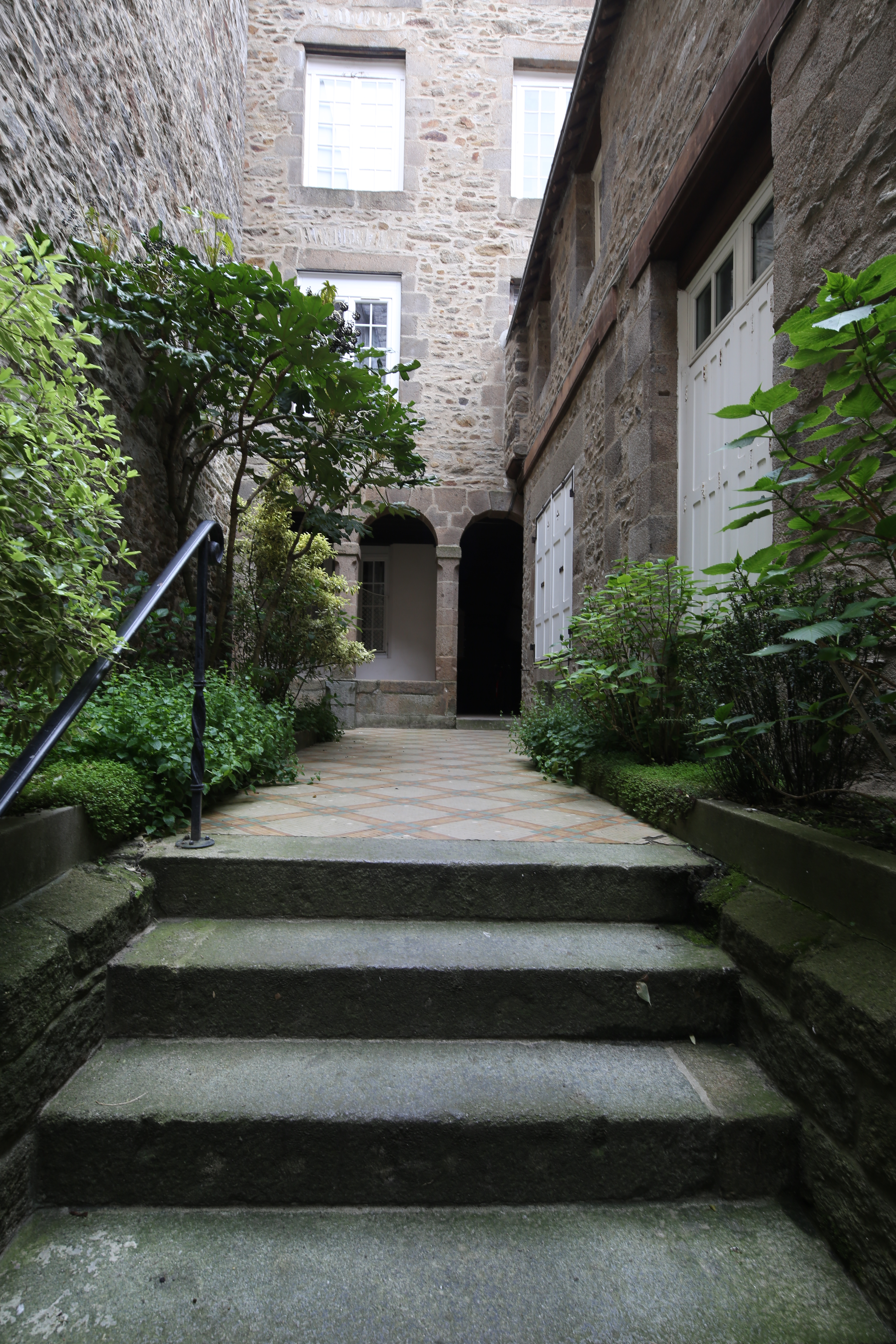
Vestiges du cloître.
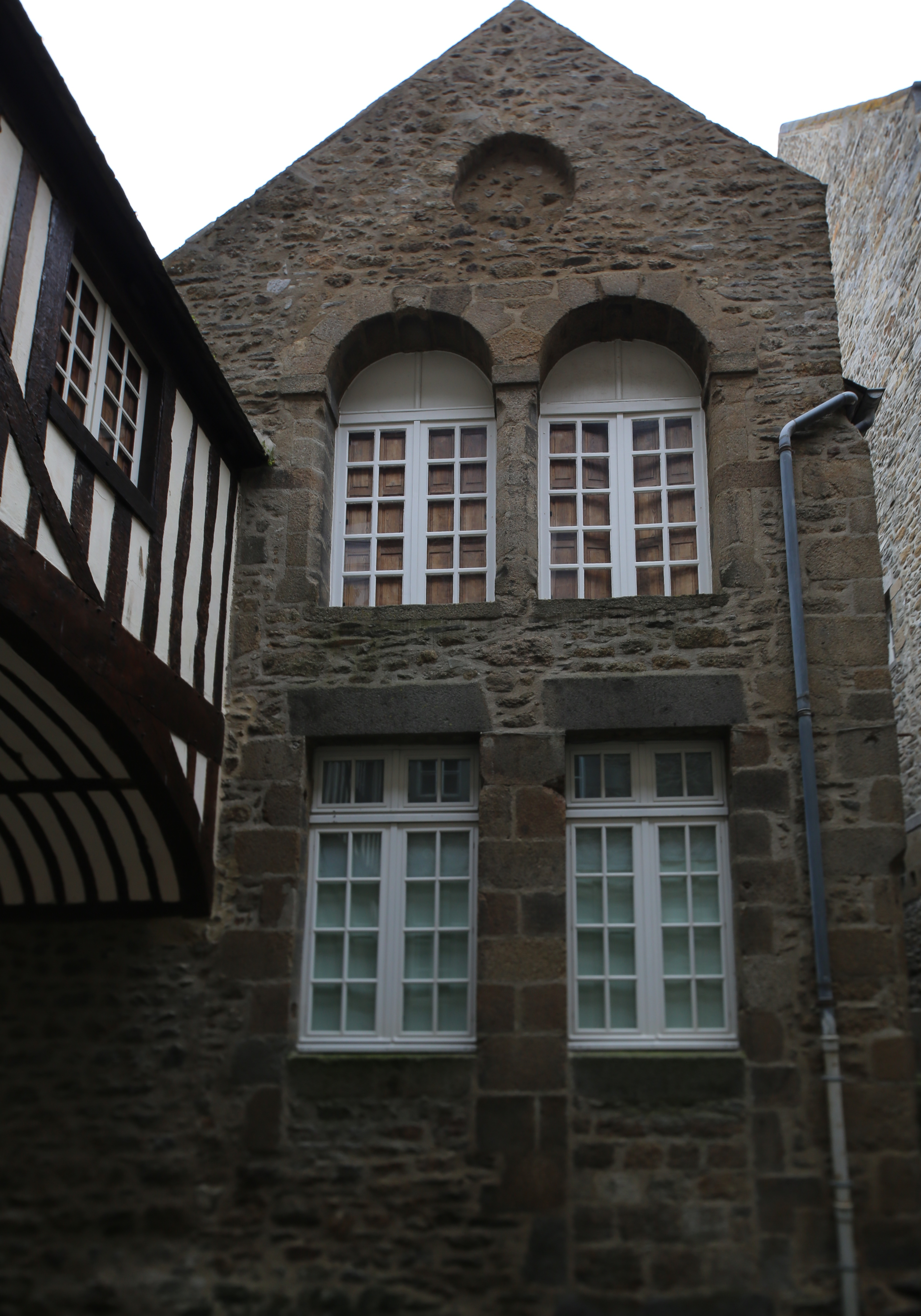
Vestiges du couvent.